# Цзю, Тим
Тим Цзю (англ. Tim Tszyu; полное имя — Тимофей Константинович Цзю; род. 2 ноября 1994, Сидней, Австралия) — австралийский боксёр-профессионал, выступающий в первой средней и в средней весовых категориях.
Среди профессионалов бывший чемпион WBO Inter-Continental (2025), бывший чемпион мира по версии WBO (2023—2024), чемпион Австралазии по версии IBF Australasian (2019—2024) в 1-м среднем весе. Чемпион по версии WBO Global (2019—2022), Азиатско-Тихоокеанский чемпион по версии WBO Asia Pacific (2021—2022), чемпион Азии по версии WBC (2017—2019), временный чемпион Океании по версии WBA (2019—2020), чемпион Британского содружества по версии CBC (2021—2022), чемпион Австралии (2019) в 1-м среднем весе.
Лучшая позиция по рейтингу BoxRec — 1-я (март 2024), и является 1-м среди австралийских боксёров первой средней весовой категории, а по рейтингам основных международных боксёрских организаций занимает: 11-ю строку рейтинга WBC — уверенно входя в ТОП-15 лучших боксеров в первом среднем весе.

## Биография
Русский, имеет гражданство Российской Федерации. Сын бывшего абсолютного чемпиона мира, профессионального боксёра Константина Цзю и старший брат действующего чемпиона WBO Inter-Continental в 1-м среднем весе Никиты Цзю.

## Профессиональная карьера
Тим Цзю дебютировал на профессиональном ринге 17 декабря 2016 года, победив единогласным судейским решением Зорран Кассади.
22 октября 2017 года в своём седьмом поединке на профессиональном ринге победил Уэйда Райана и завоевал вакантный титул чемпиона Азии по версии WBC в 1-м среднем весе. Провёл две успешных защиты титула: 24 мая 2018 года победил Ларри Сиву и 3 августа 2018 года победил Стиви Онген Фердинандус. 8 февраля 2019 года нокаутировал британца Дентона Васселла и завоевал титул временного чемпиона Океании по версии WBA. 15 мая 2019 года победил единогласным судейским решением Доэля Камиллери и завоевал титул чемпиона Австралии.
14 августа 2019 года Тим Цзю провел титульную защиту в 1-м среднем весе, против австралийца Дуайта Ричи. После 10 раундов поединка судьи отдали победу Тимофею.
26 августа 2020 года Тим Цзю встретился с австралийцем Джеффом Хорном (20-2-1), в этом поединке Цзю защищал свои пояса IBF чемпиона Азии и Океании и WBO Global. Бой был остановлен в девятом раунде из-за отказа Хорна продолжать бой. Эта победа позволила Цзю стать полноценным претендентом на титул WBO в 1-м среднем весе.
16 декабря 2020 года Тим Цзю провел успешную защиту титула WBO Global и IBF Australasian в поединке против новозеландца Боуина Моргана (21-1). Бой был остановлен техническим нокаутом в первом раунде.
31 марта 2021 года досрочно победил техническим нокаутом в 5-м раунде опытного ирландца Денниса Хогана и успешно защитил титул чемпиона по версии WBO Global (4-я защита Цзю).
7 июля 2021 года должен был защищать титул WBO Global против австралийца Майкла Зерафы, но соперник Цзю снялся с поединка за неделю до даты боя. На замену Зерафе вышел другой австралиец Стив Спарк, которого Тим Цзю нокаутировал в третьем раунде, попутно завоевав вакантный титул чемпиона Британского содружества по версии CBC и защитив свой титул чемпиона по версии WBO Global (5-я защита Цзю) в 1-м среднем весе.
17 ноября 2021 года в Сиднее (Австралия) единогласным решением судей победил (счёт: 119—108, 120—107 — дважды) опытного японца Такеши Иноуэ, и завоевал титул Азиатско-Тихоокеанского чемпиона по версии WBO Asia Pacific (3-я защита Иноуэ), а также защитил свой титул чемпиона по версии WBO Global (6-я защита Цзю) в 1-м среднем весе.

#### Бой с Тони Харрисоном
12 марта 2023 года в Сиднее (Австралия) досрочно техническим нокаутом в 9-м раунде победил экс-чемпиона мира американца Тони Харрисона, и завоевал титул временного чемпиона мира по версии WBO в 1-м среднем весе.

#### Бой с Каросом Окампо
18 июня 2023 года в Квинсленде (Австралия) вышел на ринг против мексиканца Карлоса Окампо. 28-летний Цзю сумел потрясти соперника и отправить его в нокдаун, а затем и в нокаут уже в начале первого раунда боя. Согласно решению WBO победитель этого поединка должен провести бой против Джермелла Чарло не позднее 30 сентября 2023 года.

### Бой с Брайаном Мендосой
15 октября 2023 года в Австралии провел первую защиту своего титула, победив единогласным решением судей временного чемпиона WBC в этом весе Брайана Мендосу. Бой оказался непростым для Цзю, которого считали явным фаворитом, первая половина была равной и обоюдоострой борьбе. Вторая половина боя прошла с явным преимуществом Цзю. В концовке боя Тим пошел на финальный штурм, но соперник выдержал, а финальный раунд прошел в спокойном темпе. Единогласным решением судей со счетом 116—111, 116—112, 117—111 победу одержал Цзю. Цзю получил чемпионский титул WBO в конце сентября 2023 года из-за отказа абсолютного чемпиона мира Джермелла Чарло от обязательной защиты.

### Бой с Себастьяном Фундорой
30 марта 2024 года в Лас-Вегасе (штат Невада, США) лишился пояса WBO в 1-м среднем весе против 26-летнего американца Себастьяна Фундоры. Также на кону был вакантный пояс WBC. Изначально противником Цзю должен был быть Кит Турман, но из-за травмы бицепса у Турмана бой был отменён.
Цзю, начал бой с хорошим стартом, но уже во втором раунде получил серьёзное рассечение. Кровотечение затрудняло его выступление на протяжении всех последующих десяти раундов, несмотря на стойкие усилия катмена. В ходе поединка инициатива переходила от одного боксера к другому, при этом кровотечение явно ограничило эффективность действий Цзю. Результат боя — победа Фундоры раздельным решением судей: 112—116, 116—112, 115—113.

### Бой с Бахрамом Муртазалиевым
Летом 2024 года IBF назначили Цзю обязательным претендентом на пояс Муртазалиева. Ранее федерация хотела свести в отборочном поединке 4-го и 3-го номера рейтинга Эриксона Лубина, но последний отказался ввиду травмы руки. Бой прошел 19 октября в Орландо, (Флорида, США) и закончился поражением нокаутом Тима Цзю. Зрелищный бой сразу начался с открытого бокса между соперниками и моменты были у обоих боксеров. Цзю боксировал беспечно пропустил пару мощных атак поэтому первый раунд остался за чемпионом. Второй раунд начался с эпизода, где в обмене ударами Цзю упал в нокдаун от левого бокового чемпиона. Затем Цзю снова оказывается в нокдауне в зрелищной рубке в которую зачем-то полез потрясенный. В конце раунда потрясенный Тим в ходе открытого обмена ударами в котором даже донес пару своих чистых попаданий получает третий нокдаун. Его спасает гонг. Этот раунд Цзю проиграл разгромно 10-6. В перерыве Тима Цзю осматривает доктор и боец получает добро на продолжение. В середине третьей трехминутки Бахрам коротким левым отправляет Цзю 4-й раз на пол. Он находит в себе силы встать, но после новых пропущенных ударов угол Тима выбрасывает полотенце.

#### Бой с Джозефом Спенсером
6 апреля 2025 года в австралийском Ньюкасле в главном поединке вечера встретился с середняком из США Джозефом Спенсером. Цзю сразу занял центр ринга и стал поддавливать, но обострений было минимум. Идет разведка. Спенсер пытался работать по корпусу Тима либо делал резкие выпады, но без ударов. Второй и третий раунд прошли при подавляющем преимуществе Цзю который взвинтил темп и следовал неотступно за соперником. За минуту до конца 4-го раунда когда Цзю был в затяжной атаке где было много пропущенных ударов угол Спенсера выбросил полотенце. ТКО4.

### Реванш с Себастьяном Фундорой
19 июля 2025 года в со-главном событии вечера бокса Мэнни Пакьяо - Марио Барриос в Лас-Вегасе провел реванш с чемпионом мира Себастьяном Фундорой. Уже в первом раунде Цзю от мощного левого прямого оказывается на полу в нокдауне. Цзю смог продолжить, но в следующем раунде ухудшилось движение, Тим снова пропускал и ввязывался в размен. У него открылось рассечение правой брови. Третий раунд снова уверенно был за чемпионом. После третьего раунда статистика ударов показывала почти двукратное преимущество по точным (58-27) в пользу Фундоры. Точные силовые удары 16-18 так же за Фундорой. Претендент взял 4-ый раунд, в 5-ом так же смотрелся лучше чем в начале боя, но дальше пошел разгром. Фундора навязал жесткий размен в котором Цзю получал критический урон. После 7-го раунда угол претендента отказался от продолжения. Итоговая статистика боя по Comubox: 152-72 по общим точным. Силовые 118-68 и разгром по джебам 34-4.

## Статистика профессиональных боёв
В таблице перечислены результаты всех поединков боксёров.
В каждой строке указан результат поединка. Дополнительно номер поединка обозначен цветом, который обозначает итог поединка. Расшифровка обозначений и цветов представлена в нижеследующей таблице.
| Пример | Расшифровка                     |
| ------ | ------------------------------- |
|        | Победа                          |
|        | Ничья                           |
|        | Поражение                       |
|        | Планируемый поединок            |
|        | Поединок признан несостоявшимся |
| КО     | Нокаут                          |
| ТКО    | Технический нокаут              |
| PTS    | Решение судей (по очкам)        |
| UD     | Единогласное решение судей      |
| MD     | Решение большинства судей       |
| SD     | Раздельное решение судей        |
| RTD    | Отказ от продолжения боя        |
| DQ     | Дисквалификация                 |
| NC     | Поединок признан несостоявшимся |

| 28 поединков, 25 побед (18 нокаутом), 3 поражения. | 28 поединков, 25 побед (18 нокаутом), 3 поражения. | 28 поединков, 25 побед (18 нокаутом), 3 поражения. | 28 поединков, 25 побед (18 нокаутом), 3 поражения. | 28 поединков, 25 побед (18 нокаутом), 3 поражения.                                  | 28 поединков, 25 побед (18 нокаутом), 3 поражения. | 28 поединков, 25 побед (18 нокаутом), 3 поражения. |
| Бой                                                | Рекорд                                             | Дата боя                                           | Соперник                                           | Место проведения боя                                                                | Результат                                          | Дополнительно |
| -------------------------------------------------- | -------------------------------------------------- | -------------------------------------------------- | -------------------------------------------------- | ----------------------------------------------------------------------------------- | -------------------------------------------------- | --- |
| 28                                                 | 25-3                                               | 19 июля 2025                                       | Себастьян Фундора (2) (22-1-1)                     | Grand Garden Arena, Лас-Вегас, Невада, США                                          | RTD 8 (12), 3:00                                   | Бой за титул чемпиона мира по версии WBC (2-я защита Фундоры) в 1-м среднем весе. Цзю в нокдауне в 1-м раунде. Перед 8-ым раундом угол Тима Цзю отказался от продолжения боя.                                     |
| 27                                                 | 25-2                                               | 6 апреля 2025                                      | Джозеф Спенсер (19-2)                              | Newcastle Entertainment Centre, Новый Южный Уэльс, Австралия                        | ТКО 4 (10), 2:18                                   | Бой за вакантный пояс WBO Inter-Continental в первом среднем весе. Во второй половине 4-го раунда угол Спенсера выбросил полотенце.                                                                               |
| 26                                                 | 24-2                                               | 19 октября 2024                                    | Бахрам Муртазалиев (22-0)                          | Кариб Ройял, Орландо, Флорида, США                                                  | ТКО 3 (12), 1:55                                   | Бой за титул чемпиона мира по версии IBF (1-я защита Муртазалиева) в 1-м среднем весе. Цзю в нокдауне 3 раза во 2-раунде и 1 раз в 3-м.                                                                           |
| 25                                                 | 24-1                                               | 30 марта 2024                                      | Себастьян Фундора (20-1-1)                         | Ти-Мобайл Арена, Лас-Вегас, Невада, США                                             | SD 12                                              | Счёт: 116–112, 113–115, 112–116. Бой за титул чемпиона мира по версии WBO (2-я защита Цзю) и вакантный титул чемпиона мира по версии WBC в 1-м среднем весе.                                                      |
| 24                                                 | 24-0                                               | 15 октября 2023                                    | Брайан Мендоса (22-2)                              | The Star Gold Coast, Голд-Кост, Квинсленд, Австралия                                | UD 12                                              | Счёт: 116–112, 116–111, 117–111. Бой за титул чемпиона мира по версии WBO (1-я защита Цзю) и титул временного чемпиона мира по версии WBC (1-я защита Мендосы) в 1-м среднем весе.                                |
| 23                                                 | 23-0                                               | 18 июня 2023                                       | Карлос Окампо (34-2)                               | The Star Gold Coast, Голд-Кост, Квинсленд, Австралия                                | KO 1 (12), 1:17                                    | Защитил титул временного чемпиона мира по версии WBO (1-я защита Цзю) в 1-м среднем весе. |
| 22                                                 | 22-0                                               | 12 марта 2023                                      | Тони Харрисон (29-3-1)                             | Qudos Bank Arena, Сиднейский Олимпийский Парк, Сидней, Новый Южный Уэльс, Австралия | TKO 9 (12), 2:43                                   | Завоевал титул временного чемпиона мира по версии WBO в 1-м среднем весе. |
| 21                                                 | 21-0                                               | 26 марта 2022                                      | Террелл Гоша (22-2-1)                              | Minneapolis Armory, Миннеаполис, Миннесота, США                                     | UD 12                                              | Счёт: 114-113, 116-111, 115-112. Цзю в нокдауне в первом раунде. Защитил титул чемпиона по версии WBO Global (7-я защита Цзю) в 1-м среднем весе.                                                                 |
| 20                                                 | 20-0                                               | 17 ноября 2021                                     | Такеши Иноуэ (17-1-1)                              | Qudos Bank Arena, Сиднейский Олимпийский Парк, Сидней, Новый Южный Уэльс, Австралия | UD 12                                              | Счёт: 119-108, 120-107 (дважды). Завоевал титул Азиатско-Тихоокеанского чемпиона по версии WBO Asia Pacific (3-я защита Иноуэ) и защитил титул чемпиона по версии WBO Global (6-я защита Цзю) в 1-м среднем весе. |
| 19                                                 | 19-0                                               | 7 июля 2021                                        | Стив Спарк (12-1)                                  | Newcastle Entertainment Centre, Ньюкасл, Новый Южный Уэльс, Австралия               | TKO 3 (10), 2:22                                   | Завоевал вакантный титул чемпиона Британского содружества по версии CBC и защитил титул чемпиона по версии WBO Global (5-я защита Цзю) в 1-м среднем весе.                                                        |
| 18                                                 | 18-0                                               | 31 марта 2021                                      | Деннис Хоган (28-3-1)                              | Newcastle Entertainment Centre, Ньюкасл, Новый Южный Уэльс, Австралия               | TKO 5 (10), 2:29                                   | Защитил титул чемпиона по версии WBO Global (4-я защита Цзю) в 1-м среднем весе. |
| 17                                                 | 17-0                                               | 16 декабря 2020                                    | Боуин Морган (21-1)                                | Bankwest Stadium, Парраматта, Новый Южный Уэльс, Австралия                          | TKO 1 (10), 1:54                                   | Защитил титулы чемпиона по версиям WBO Global (3-я защита Цзю) и IBF Australasian (3-я защита Цзю) в 1-м среднем весе.                                                                                            |
| 16                                                 | 16-0                                               | 26 августа 2020                                    | Джефф Хорн (20-2-1)                                | Queensland Country Bank Stadium, Таунсвилл, Квинсленд, Австралия                    | TKO 8 (10), 3:00                                   | Защитил титулы чемпиона по версиям WBO Global (2-я защита Цзю) IBF Australasian (2-я защита Цзю) в 1-м среднем весе.                                                                                              |
| 15                                                 | 15-0                                               | 6 декабря 2019                                     | Джек Брубейкер (16-2-2)                            | ICC Exhibition Centre, Сидней, Новый Южный Уэльс, Австралия                         | TKO 4 (12), 1:31                                   | Защитил титулы чемпиона по версиям WBO Global (1-я защита Цзю) и IBF Australasian (1-я защита Цзю) в 1-м среднем весе.                                                                                            |
| 14                                                 | 14-0                                               | 14 августа 2019                                    | Дуайт Ричи (19-1)                                  | ICC Exhibition Centre, Сидней, Новый Южный Уэльс, Австралия                         | UD 10                                              | Счёт: 97-93, 98-92, 98-93. Завоевал вакантный титул чемпиона по версии WBO Global и титул IBF Australasian (1-я защита Ричи) в 1-м среднем весе.                                                                  |
| 13                                                 | 13-0                                               | 15 мая 2019                                        | Джоэл Камиллери (17-5-1)                           | The Star, Сидней, Новый Южный Уэльс, Австралия                                      | UD 10                                              | Счёт: 98-92, 99-91 (дважды). Завоевал титул чемпиона Австралии (1-я защита Камиллери) в 1-м среднем весе. |
| 12                                                 | 12-0                                               | 8 февраля 2019                                     | Дентон Васселл (25-5)                              | Hordern Pavilion, Сидней, Новый Южный Уэльс, Австралия                              | KO 2 (12), 2:43                                    | Завоевал вакантный титул временного чемпиона Океании по версии WBA Oceania в 1-м среднем весе. |
| 11                                                 | 11-0                                               | 8 сентября 2018                                    | Маркос Корнехо (19-3-0)                            | Bendigo Stadium, Бендиго, Австралия                                                 | TKO 1 (10), 2:31                                   | |
| 10                                                 | 10-0                                               | 3 августа 2018                                     | Стив Фердинандус (27-15-1)                         | Australian Technology Park, Ивлин, Квинсленд, Австралия                             | KO 1 (10), 1:41                                    | |
| 9                                                  | 9-0                                                | 24 мая 2018                                        | Ларри Сиву (27-10-0)                               | Australian Technology Park, Сидней, Новый Южный Уэльс, Австралия                    | TKO 4 (10), 0:42                                   | |
| 8                                                  | 8-0                                                | 7 апреля 2018                                      | Рубен Вебстер (8-0-0)                              | Brisbane Convention and Exhibition Centre, Брисбен, Квинсленд, Австралия            | TKO 5 (8), 2:15                                    | |
| 7                                                  | 7-0                                                | 22 октября 2017                                    | Уэйд Райан (14-5-0)                                | The Star Sydney, Сидней, Новый Южный Уэльс, Австралия                               | UD 10 (10)                                         | завоевал титул по версии WBC - Asian Boxing Council Continental в первом среднем весе. |
| 6                                                  | 6-0                                                | 22 июля 2017                                       | Кристофер Хан (1-1-1)                              | Rumours International, Тувумба, Квинсленд, Австралия                                | TKO 2 (10), 1:30                                   | |
| 5                                                  | 5-0                                                | 27 мая 2017                                        | Адам Фитцсиммонс (2-1-0)                           | QT Gold Coast Hotel, Голд-Кост, Квинсленд, Австралия                                | RTD 3 (6), 3:00                                    | |
| 4                                                  | 4-0                                                | 6 мая 2017                                         | Ивана Сиау (3-6-1)                                 | Vodafone Events Centre, Манукау, Окленд, Новая Зеландия                             | TKO 2 (4), 2:46                                    | |
| 3                                                  | 3-0                                                | 8 апреля 2017                                      | Бен Нельсон (2-2-0)                                | Doltone House, Сильвания Уотерс, Новый Южный Уэльс, Австралия                       | TKO 3 (4)                                          | |
| 2                                                  | 2-0                                                | 3 февраля 2017                                     | Марк Долби (4-12-0)                                | Adelaide Oval, Аделаида, Австралия                                                  | TKO (4)                                            | |
| 1                                                  | 1-0                                                | 17 декабря 2016                                    | Зоран Кесседи (1-2-1)                              | Sydney Cricket Ground, Новый Южный Уэльс, Австралия                                 | UD (6)                                             | |
| Бой                                                | Рекорд                                             | Дата боя                                           | Соперник                                           | Место проведения боя                                                                | Результат                                          | Дополнительно |